# Eggregora

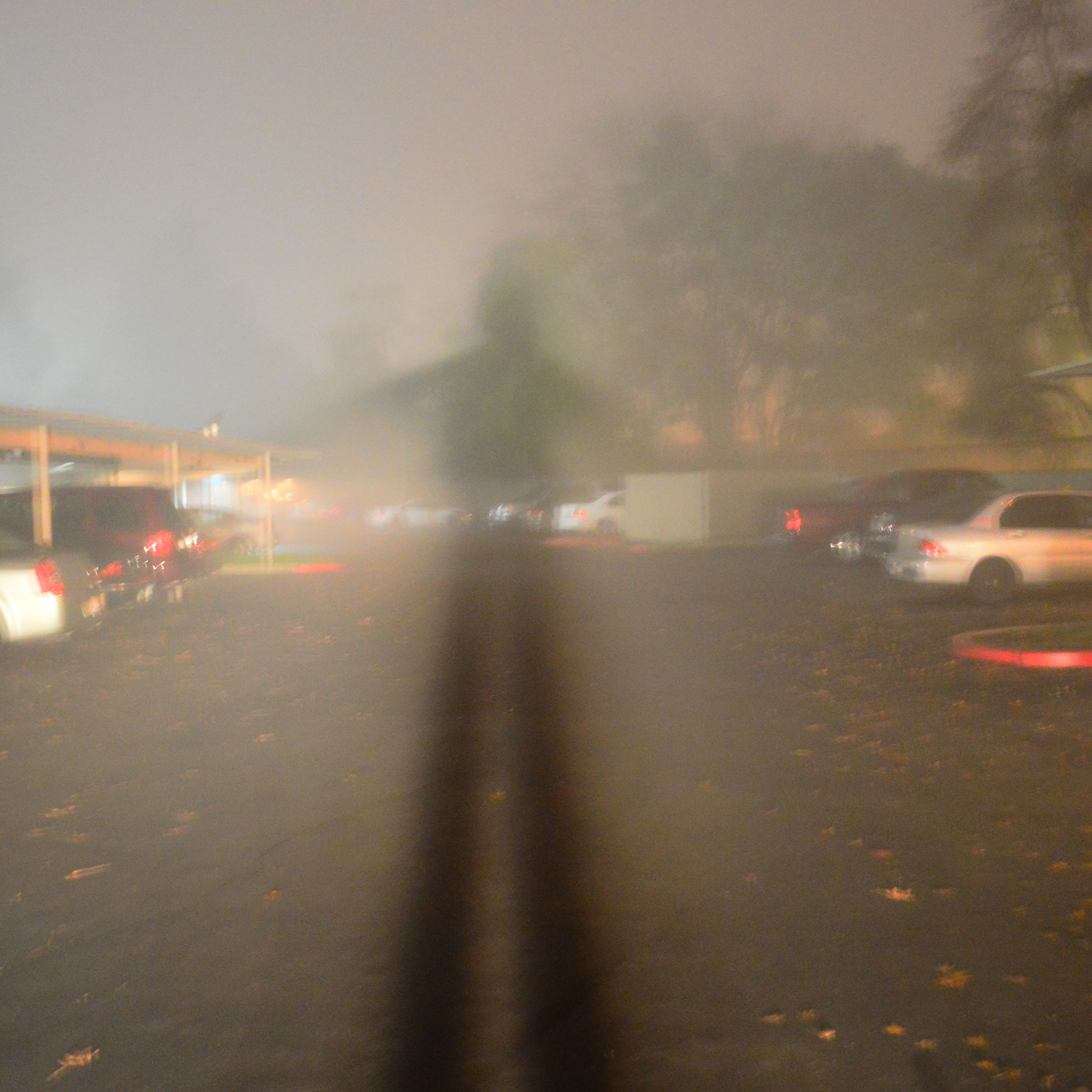
Uno spettro di Brocken

Nell'occultismo, una forma-pensiero si riferisce a un'entità incorporea emanata da una o più persone in grado di influenzare i loro stessi pensieri e attitudini; se creata attraverso particolari metodi di meditazione collettiva viene utilizzato maggiormente il termine eggregora o egregore (dal greco antico ἐγρήγορος, il cui significato originario, «guardiano», sembra essersi confuso con quello di «gregario», o «seguace passivo di un gruppo»).
Sempre secondo svariati filoni dell'esoterismo, le eggregore possono essere create pure inconsapevolmente da un pensiero ossessivo, e in tal caso si parla più comunemente di forme-pensiero elementali, cioè di esseri conosciuti anche nella mitologia, comprendenti ad esempio le Lamie. Se negative, possono nuocere alla persona di cui sono parassite, sottraendole energia vitale.

## Origine del termine

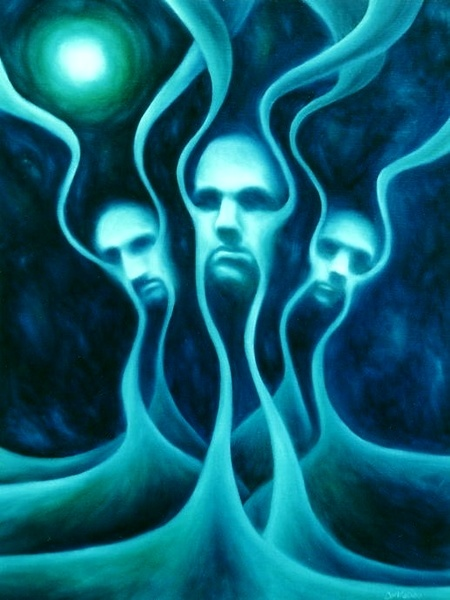
Niflungar, di Jeroen van Valkenburg (2000)

Dalla parola greca proviene il concetto di grigori, termine utilizzato nella letteratura giudaica per indicare angeli o demoni, da cui sarebbe discesa la razza gigante dei Nephilim. La parola ἐγρήγοροι compare nella Septuaginta, così come nel Libro dei Giubilei e nel Libro di Enoch. L'equivalente latino è stato attribuito ad egregius, che significa «notevole», «illustre», «eccezionale».
Il termine odierno egregoro apparve nel 1857 in lingua francese negli scritti di Victor Hugo, che lo utilizzò nella sua Leggenda dei secoli (1859) sia come aggettivo che come sostantivo.
In ambito ermetico-esoterico si deve invece a Eliphas Lévi l'uso di eggregore nel senso di forma-pensiero collettiva. René Guénon contestò il fatto che l'ambito psichico comunitario a cui si riferiva tale significato non comportava alcunché di spirituale, e ancor meno di iniziatico, ma consisteva in una semplice emanazione della psiche individuale in un'entità di gruppo.
(René Guénon, Iniziazione e realizzazione spirituale, VI, Influenze spirituali ed eggregori )

## Descrizioni
Secondo René Guénon, l'Eggregora può effettivamente essere creata intenzionalmente, con lo scopo di dirigere determinate energie psichiche, scaturite durante particolari ed arcane operazioni rituali, ma egli considerava questi aspetti come assolutamente secondari rispetto allo scopo principale delle organizzazioni religiose, spirituali, e soprattutto iniziatiche, che mirano a conferire delle qualità superiori di ordine autenticamente sopraindividuale, trascendenti il livello meramente psichico e corporeo.

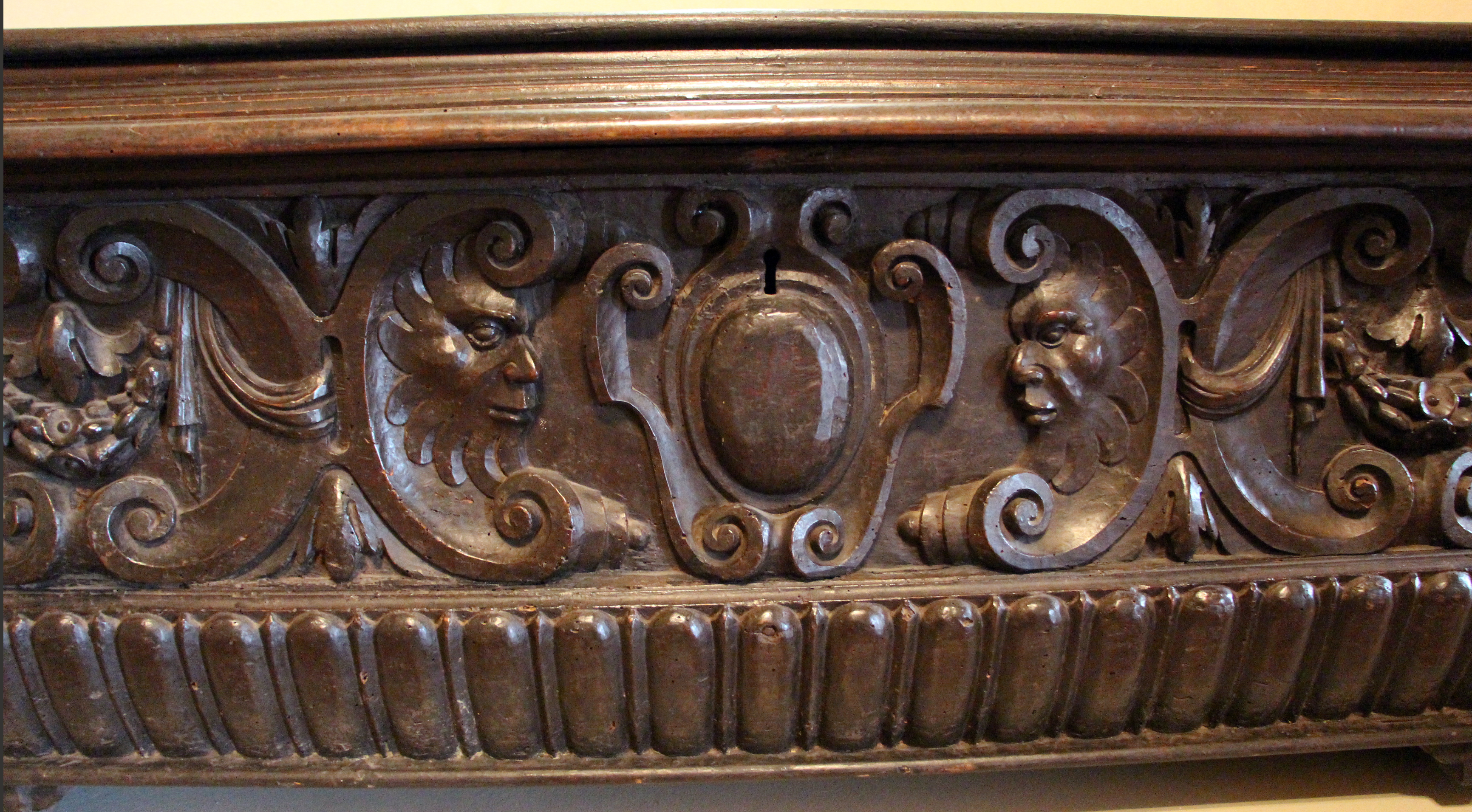
Teste di Gorgoni

Per il resto, la maggior parte delle descrizioni delle funzioni di un'eggregore proviene dagli ambienti della società teosofica fondata da Helena Petrovna Blavatsky nel 1875.
Esse riguardano egregori negative, simili a larve psichiche aleggianti attorno all'individuo che le ha create, tali per cui ogni tipo di assuefazione o dipendenza da droghe, alcool, lussuria, autoconvincimenti o anche qualunque coazione a ripetere, è dovuto a questa sorta di parassiti astrali che ricercano il proprio nutrimento; solo se questo venisse loro negato si provocherebbe la loro distruzione o allontanamento.
Ve ne possono tuttavia essere anche di positive, come quelle nate ad esempio da una fervente preghiera collettiva, da una terapia di gruppo, da un'energia di guarigione o in generale da un rituale che può essere di natura sciamanica.

### Le forme-pensiero secondo Besant e Leadbeater

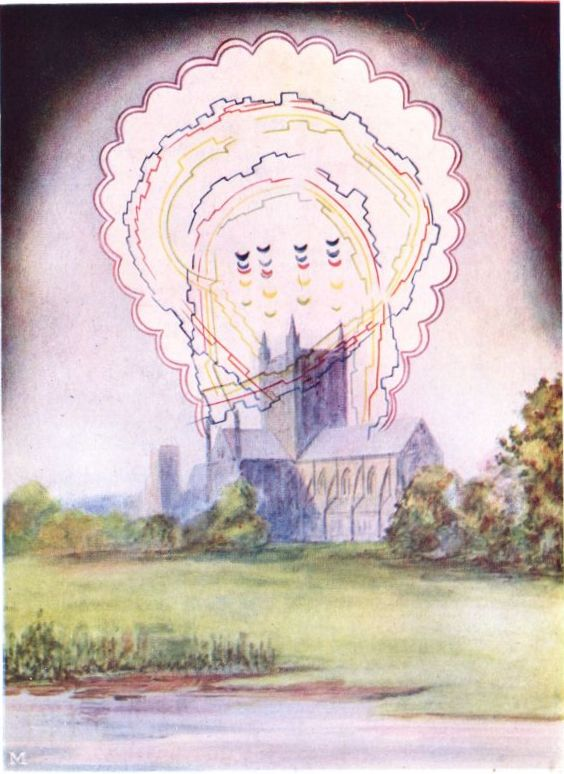
Un altro dei disegni del libro di Besant e Leadbeater che raffigura l'effetto prodotto dalla musica di Mendelssohn sulle materie sottili mentre risuona in una chiesa

Il tema fu affrontato in particolare da due dei principali esponenti del movimento teosofico, Annie Besant e Charles Webster Leadbeater, nel loro libro Le forme pensiero del 1901. Secondo costoro, le forme-pensiero sono una sorta di vibrazione emanata da un individuo o da un gruppo, che continua a vivere di vita propria, alimentandosi dello stesso tipo di pensieri da cui sono state generate, inducendo perciò le persone con cui entrano in contatto a continuare a svilupparli.
La persona che ne è vittima si troverebbe così sottomessa a ripetuti schemi di pensiero, proiezioni mentali o inclinazioni psicologiche, restandone imprigionata.
(A. Besant, C. W. Leadbeater, Le Forme pensiero [1901], trad. it., pag. 30, Milano, Anima Edizioni, 2005)

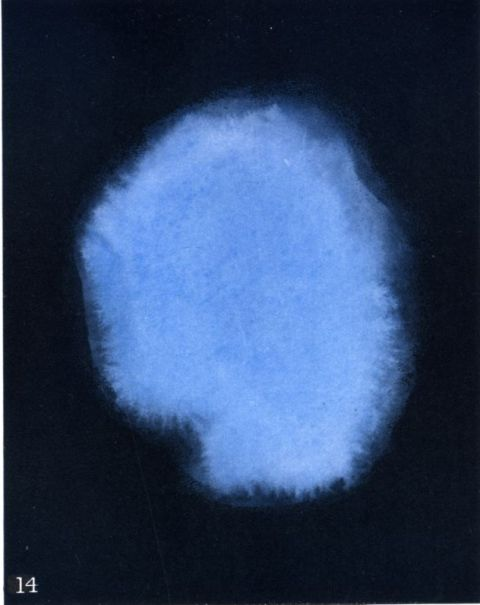
Una delle illustrazioni presenti nel libro Le Forme pensiero di Besant e Leadbeater (1901), che raffigura un vago sentimento religioso

Con l'ausilio di alcuni disegni acclusi nel libro, Besant e Leadbeater illustrano i principi con cui si formano queste entità: 
- La qualità dei sentimenti da cui hanno origine i pensieri ne determina il colore: ad esempio l'odio dà luogo al nero, la rabbia al rosso, l'avarizia e l'egoismo al marrone, l'affetto al rosa, la religiosità al blu.[12]
- La natura dei pensieri ne stabilisce la forma: ad esempio una forma-pensiero di amore e protezione rivolta ad una persona cara tenderà ad assumere l'aspetto di uno scudo che si posa su di essa, respingendo eventuali attacchi malefici contro di lei e rinforzandone le attitudini benefiche.
- La precisione dei pensieri si riverbera sulla loro nitidezza: una forma-pensiero ben definita avrà molta più potenza di una vaga e fumosa.

Quanto alla forma poi, Besant e Leadbeater distinguono tre tipi di forme-pensiero: 
1. quelle fatte a immagine del soggetto stesso che le produce, quando costui immagina di trovarsi in qualche luogo;
2. quelle che assumono la forma di oggetti o persone a cui si rivolga la propria attenzione;
3. quelle non riconducibili a realtà concrete, che esprimono la natura dei sentimenti da cui sono originate, e sono indirizzate, come già indicato, ad altre persone. Questi pensieri tuttavia, sia positivi che negativi, non possono influire sull'aura di un altro se non trovano in costui un'energia mentale già predisposta, ovvero consona alla loro frequenza vibratoria. Pensieri malvagi rivolti ad una persona spiritualmente elevata e amorevole non potrebbero cioè trovare in essa alcun varco né occasione per installarsi nel suo campo aurico, e pertanto verrebbero respinti indietro verso colui che li ha generati.

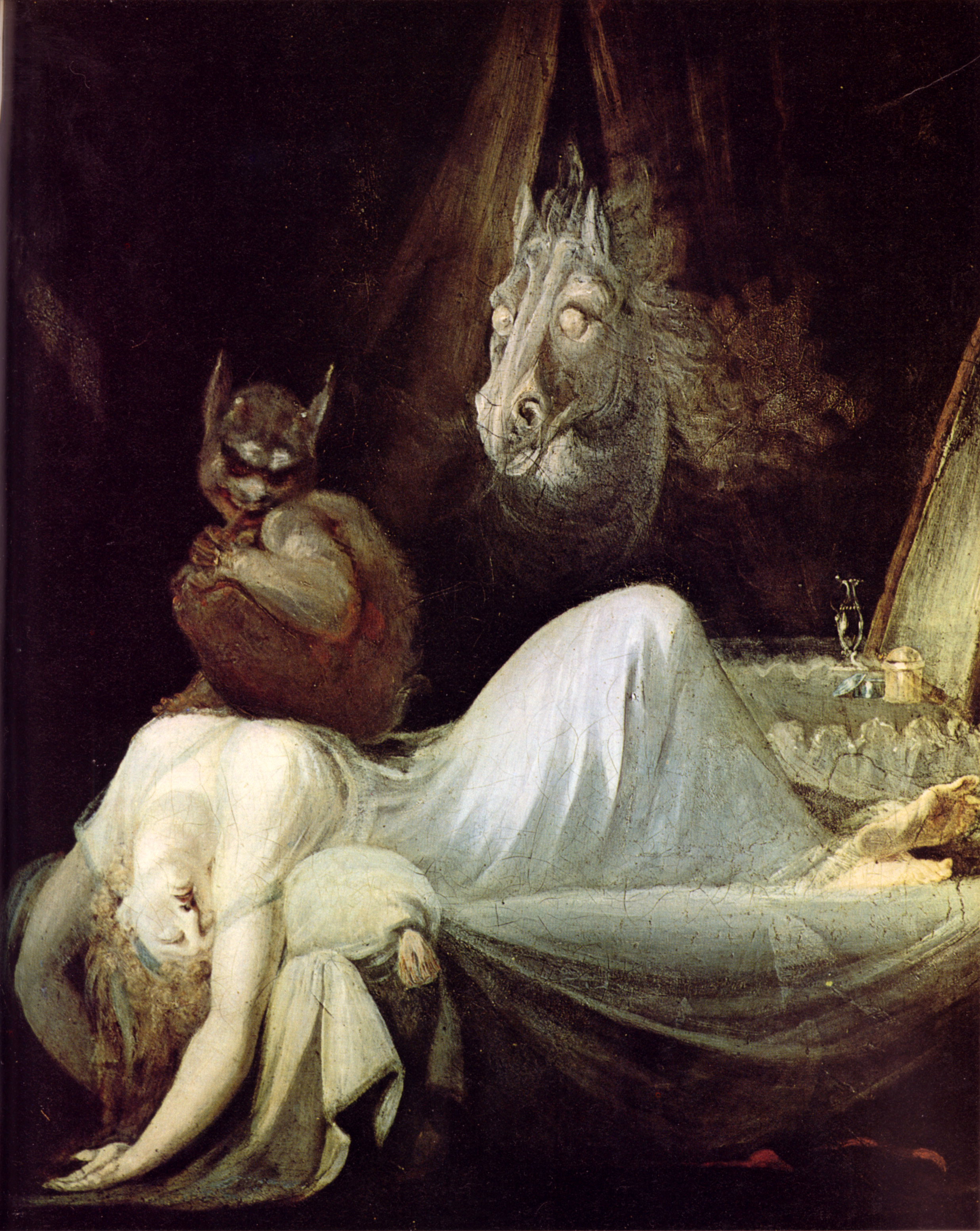
Incubi con sembianze animali (di Johann Heinrich Füssli, 1791)

(Annie Besant, Charles Webster Leadbeater , Le Forme pensiero [1901], trad. it., pag. 34, Trieste, Società Teosofica Italiana, 1991)

### Le forme-pensiero in antroposofia
Rudolf Steiner, seguace della dottrina teosofica ma in seguito distaccatosene per fondare il movimento antroposofico, descrisse varie forme-pensiero, sia benefiche che malefiche. Si tratta per lui di entità elementali, come gli spiriti della natura presenti nei quattro elementi, ma che possono essere generate dall'uomo ed entrare a far parte del suo karma (o destino) in una vita successiva, andando a costituire la sua fisionomia, o se maligne, ostacolandone lo sviluppo animico. Le menzogne e i pensieri cattivi, specie se collettivi, porterebbero ad alimentare dei veri demoni astrali, che giungerebbero a gravare sulle atmosfere di luoghi e di comunità terrestri, generando anche dei fenomeni ambientali distruttivi.
Tra le altre cose, Steiner descrisse come ad esempio le forme sonore attirino esseri elementali della stessa frequenza, in grado di ripercuotersi sui pensieri umani: una musica elevata e sublime è penetrata da entità buone, una disarmonica e violenta è costituita invece da esseri mostruosi. Anche i macchinari elettro-magnetici e gli strumenti della moderna civiltà industriale svilupperebbero schiere di elementali arimanici.
Persino ai suoni del linguaggio corrispondono, secondo Steiner, delle forme-pensiero, come quelle prodotte anticamente dalle parole dei sacerdoti egizi per porle a guardia dell'ingresso alle piramidi.
Ogni pensiero, del resto, è per Steiner un'entità viva, al quale occorre risalire per comprenderne il modo in cui esplica i suoi effetti.
(Rudolf Steiner, Teosofia. Un'introduzione alla conoscenza sovrasensibile del mondo e del destino dell'uomo (1918), Le forme pensiero e l'aura umana )

### Altre descrizioni
Se l'eggregore viene inteso come una forma-pensiero di natura collettiva, può essere assimilato per certi versi all'inconscio collettivo teorizzato da Carl Gustav Jung.
Il concetto di "eggregora" come forma-pensiero di gruppo è inoltre stato sviluppato nelle opere della Golden Dawn e della Rosacroce ed è stato oggetto degli scritti di autori come Valentin Tomberg.

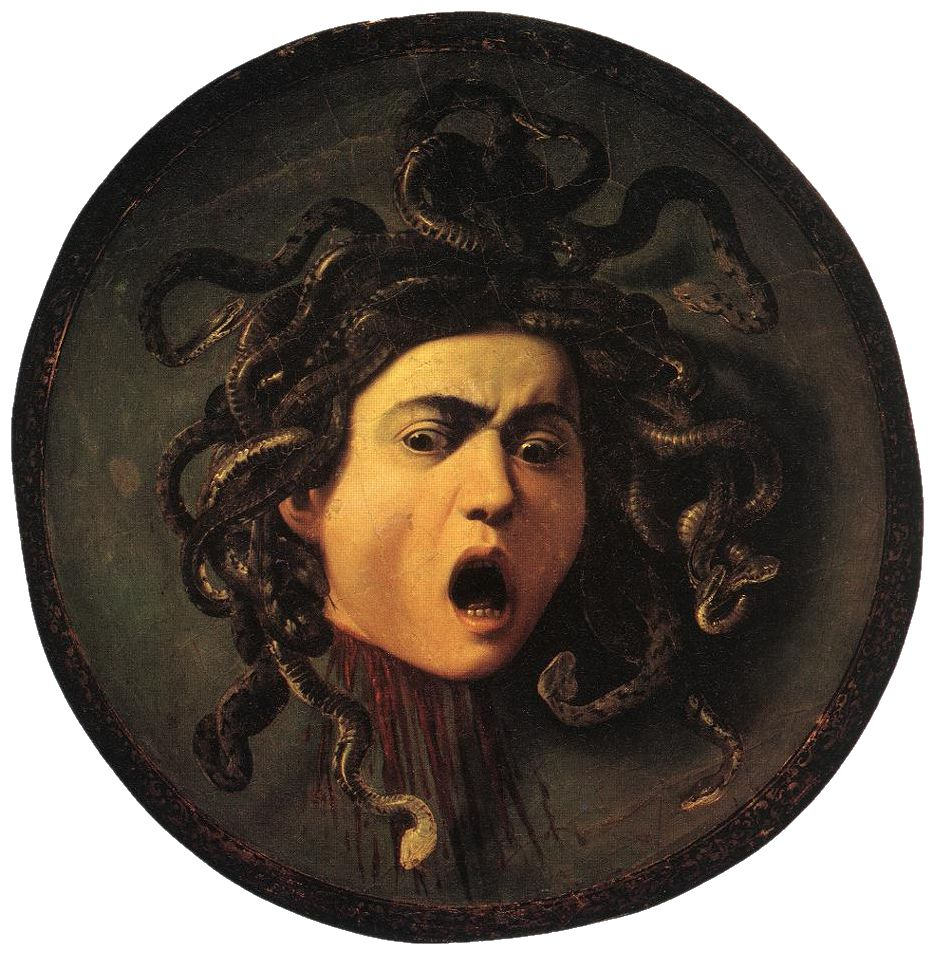
Testa di Medusa (Caravaggio, 1596)

Per Eliphas Lévi, i rapporti ideologici di forza vigenti tra le eggregore dominanti sulla Terra riflettono le relazioni astrali tra i pianeti.
(Eliphas Lévy, Le Grand Arcane (1898), pag. 275, Parigi, G. Trédaniel, 1990 )
In quest'ottica si è sostenuto che le eggregori possano essere strumenti per agire sulla storia a livello archetipico, imprimendo mutamenti sociali e antropologici. 
Gli esoteristi Omraam Mikhaël Aïvanhov e Peter Deunov ad esempio intendevano farsi portatori dell'eggregora della cosiddetta «Fratellanza Bianca Universale», al fine di accelerare, a loro dire, l'avvento della nuova Era dell'Aquario, apportandole nutrimento con particolari simbologie e rituali.
In tal senso agirebbero anche le eggregore di chiese e logge massoniche, che oltre a presiedere all'insegnamento di dottrine tradizionali, svilupperebbero poteri in grado di influire, sia consciamente che inconsciamente, sull'evoluzione del mondo.
Ogni egregore aiuta la comunità che lo ha formato: esso è uno straordinario serbatoio di energie. Inoltre possiede una forma simbolica, spesso quella di un animale: orso, tigre, gallo, aquila, colomba, ecc.
Ma l'essenziale consiste nel comprendere come si può formare un egregore potente che lavori nel mondo, che aiuti e illumini le creature. Solamente, attenzione: si può anche essere puniti e fulminati da un egregore se si ha tradito l'ideale che rappresenta. Sì, gli egregori si vendicano contro i membri che li hanno traditi.»
(Omraam Mikhaël Aïvanhov, La morte e la vita nell'aldilà, pp. 24-25, Edizioni Prosveta, 1987)
Secondo un filone del complottismo mondialista diffusosi sul web agli inizi degli anni 2000, vi sarebbero legioni di eggregori creati da gruppi occulti di potere, ritenuti appartenenti persino a razze aliene o ad altre dimensioni, al fine di sfruttare il potenziale energetico delle persone, che subirebbero una sorta di vampirismo da parte di entità chiamate ad esempio dallo scrittore Carlos Castaneda voladores, predatori che «hanno preso il sopravvento perché siamo il loro cibo, la loro fonte di sostentamento. Ecco perché ci spremono senza pietà. Proprio come noi alleviamo i polli nelle stie».

## Rimedi
Fra le modalità della terapia alternativa per liberarsi dalle forme-pensiero ossessive e negative, si ricorre a tecniche di meditazione volte a indurre un vuoto mentale, o si utilizzano ad esempio rimedi della floriterapia come White Chestnut, Chestnut Bud, Red Chestnut, e altri.